# Тэрао, Сатору
Сатору Тэрао (яп. 寺尾 悟, англ. Satoru Terao, родился 25 июля 1975 года в Тоёта, префектура  Айти) — японский конькобежец, специализирующийся в шорт-треке. Участвовал на четырёх Олимпийских играх в Лиллехаммере 1994, Нагано 1998, Солт-Лейк-Сити 2002 и Турине 2006 годах. Двукратный чемпион мира, неоднократный призёр чемпионатов мира. Окончил факультет социологии Университета Тюкё.

## Спортивная карьера
Сатору Тэрао встал на коньки в 8 лет, когда пошёл на каток со своим братом, а в третьем классе начальной школы в 1984 году он начал играть в секции хоккея с шайбой, но уже в 1985 году переключился на шорт-трек. Окончил муниципальную неполную среднюю школу Асуке. В 1993 году он впервые принял участие на мировом первенстве. Через год на чемпионате мира в Гилморе вместе с партнёрами выиграл золото эстафеты. 
Когда учился на третьем курсе старшей школы Аскэ он участвовал на Олимпийских играх 1994 года в Лиллехаммере занял 4 место на дистанции 1000 метров. В 1997 году на чемпионате мира в Нагое Тэрао занял третье место в общем зачёте. Следующие домашние игры Олимпиады 1998 года в Нагано вновь не принесли результатов, только 9 место на 1000 метров и 5 место в эстафете.
На мировом чемпионате в Софии была победа на 1000 метров, серебро на 1500 метров и 2 место в абсолютном зачёте. Чемпионаты мира в Шеффилде и Чонджу принесли бронзу на дистанциях 500 метров, серебро и бронзу на 1500 метров и серебро в эстафете. Казалось Сатору был одним из фаворитов на Олимпиаде. 
Но Олимпийские игры в США также оказались безуспешными. Тэрао занял 5 места на 500 метров и в эстафете. На дистанции 1000 метров в четвертьфинале на финальном круге Тэрао был первым, вторым шёл канадец Мэттью Ли, который пытался обогнать японца, но упал и свалил Тэрао. Оба были дисквалифицированы. Японская делегация подала протест, но его отклонили. Ошибка судей дорого сказалась на Сатору. 
В дальнейшем были внесены поправки на Олимпийских играх в Турине и других соревнованиях. На Олимпиаде в Турине 2006 года лучшим результатом было 6 место на дистанции 500 метров. Сатору Тэрао с 2004-2008 года подряд становился абсолютным чемпионом Японии.
В 2009 году Сатору женился на офисной работнице, которая была на четыре года моложе его, а 14 марта 2010 года после чемпионата Азии закончил карьеру спортсмена и стал тренером Toyota Motor Skates Club. В 2013 году стал тренером сборной Японии по шорт-треку. 
В настоящее работает директором Toyota Motor Skates Club. Также входит в технический комитет Международного союза конькобежцев и является директором Федерации конькобежного спорта Японии. Он также участвует в турнирах на Международных играх мастеров, где выступают конькобежцы старшего возраста. 